# りゅうせき
株式会社りゅうせきは、沖縄県において石油製品・ガス製品などを販売する企業である。ENEOSと主な提携関係にある。

## 概要
1950年（昭和25年）9月6日に、アメリカの石油会社カルテックス社（現在のシェブロン）と地元の実業家の稲嶺一郎によって、琉球石油株式会社が設立された。アメリカ統治下の沖縄における沖縄への石油の輸入は、軍への納入を円滑に行うために米国資本が独占的に取り扱うこととされ、カルテックス（アジア）社が一手に引き受けていた。民生用の石油販売は復帰直前まで琉球石油が独占的に行うこととなり、カルテックスのブランドで販売された。従って復帰前の沖縄にあったガソリンスタンドは全てカルテックスであった。この体制は先島諸島などでも同様で、ガソリン価格は「全琉プール制」が敷かれ、離島も含め全県で同一価格であった。
復帰後は石油販売が自由化されたため、日本本土でカルテックス社と提携し、同社のブランドロゴも使用していた日本石油（現在のENEOS）と提携関係を結び、また石油関係事業以外の業種にも進出するなど多角的経営を図った。2013年3月期の売上構成は石油部門87%、ガス部門8%、IT事業2%、ホテル飲食事業・賃貸業3%となっている。
沖縄県知事を務めた稲嶺恵一や沖縄県経営者協会・現会長の金城克也、元沖縄県副知事の安里カツ子を輩出している。稲嶺恵一は稲嶺一郎の子で、当社の社長及び会長を歴任した。

## 沿革
- 1950年（昭和25年）9月 - 琉球石油株式会社を設立。
- 1991年（平成3年）11月 - 商号を株式会社りゅうせきに変更。
- 2001年（平成13年）3月 - 子会社の株式会社エネライン、株式会社りゅうせき燃料、株式会社コア燃料を、株式会社りゅうせきエネルギーに統合。
- 2004年（平成16年）3月 - 子会社の琉球ガス株式会社、沖縄プロパンガス株式会社を、株式会社りゅうせきエネプロに統合。
- 2005年（平成17年） - 環境省の委託を受け、沖縄製糖と協力し沖縄県宮古島市にある沖縄製糖宮古工場にプラントを建設。サトウキビから製糖後に排出される廃糖みつから自動車用エタノール燃料を生成し、ガソリンに3%混合させた燃料「E3」製造の試験事業を行った。
- 2011年（平成23年）5月 - 塗料・建築資材卸小売業を手掛ける株式会社日亜商事がグループへ加わる。
- 2017年（平成29年）3月 - 株式会社大門商事の株式100%を取得。
- 2018年（平成30年）3月 - 株式会社E.T.Sの株式100%を取得。
- 2019年（令和元年）10月 - 組織再編により、子会社をりゅうせきライフサポート、りゅうせきフロントライン、りゅうせきケアプロにそれぞれ再編[2]。
- 2022年（令和4年）２月- 都市ガス完全小売自由化に伴う「りゅうせき都市ガス」のサービスを開始。

## 連結子会社
- 株式会社りゅうせきライフサポート
- 株式会社りゅうせきフロントライン
- 株式会社りゅうせきケアプロ
- 株式会社りゅうせきビジネスサービス
- 株式会社りゅうせき建設
- 株式会社日亜商事
- 株式会社大門商事